# شاه إسماعيل (أوبرا)

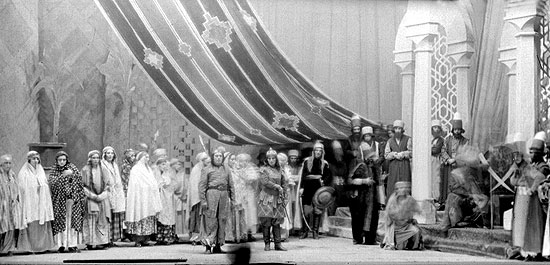
مشهد من أوبرا "شاه إسماعيل" المخرج - عباس ميرزا شريفوف، الفنان - روبرج.

"شاه إسماعيل" هي أوبرا مقام أذربيجاني في 6 أعمال و7 مشاهد مؤلفة من قبل مسلم ماقوماييف، في 1915–1919. كُتب النص والمخطوطة من قبل ميرزا قادر إسماعيل زاده على أساس أسطورة عن الشاه إسماعيل الشاب.
عُقدت أولية الأوبرا في مارس 1919 في باكو مع عرض فني من قبل حسين قولو سارابسكي (رضاييف). كان مسلم ماقوماييف هو المرشد وحسين عربلينسكي (خلفوف) هو مدير الأوبرا. لعب ممثلون مثل حسين قولو سرابسكي (شاه إسماعيل)، ومحمد حنفي تيريجولوف (أصلان شاه) وحسين آغا حاجي بابابيوف (غولزار) أدوارًا في الأوبرا.
تم إنشاء الطبعة الثانية في عام 1924. عُقدت العرض الأول في 3 ديسمبر 1924 في باكو، في مسرح الدراما الأكاديمي الحكومي الأذربيجاني. كان مرشدها مسلم ماقوماييف. حسين قولو سرابسكي (شاه إسماعيل)، ومحمد حنفي تيريجولوف (أصلان شاه) وخورشيد قاجار (غولزار) لعبوا الأدوار. في 20 نوفمبر 1929 تم عرض الأوبرا مرة أخرى في باكو. ومرة أخرى كان مسلم ماقوماييف هو مرشدها. عباس ميرزا شريف زاده كان مخرجها. لعب حسين آغا حجي بابابيوف (شاه إسماعيل) وخورشيد قاجار (غولزار) الأدوار الرئيسية.
في عام 1930، تم كتابة الطبعة الثالثة من الأوبرا. تمت إقامته الأولية في باكو، في عام 1947. كان أحد إسرافيل زاده مرشد الأوبرا.